# Esfir Mironowna Konjus
Esfir Mironowna Konjus, geboren Saideman, (russisch Эсфирь Мироновна Конюс, урожд. Зайдеман; * 6. Dezemberjul. / 18. Dezember 1896greg. in Moskau; † 1964 ebenda) war eine russische bzw. sowjetische Kinderärztin, Hygienikerin und Hochschullehrerin.

## Leben
Konjus' Vater war der Uhrmacher- und Juweliermeister Mejer Berkowitsch Saideman aus Swenigorodka, der in Moskau drei Juweliergeschäfte besaß. Sie studierte in den von Wladimir Guerrier gegründeten  Höheren Kursen für Frauen (jetzt Pädagogische Staatliche Universität Moskau (MPGU)) in der Historisch-Philologischen Fakultät mit Abschluss 1918 nach der Oktoberrevolution. Da Frauen nun ein Universitätsstudium möglich war, studierte sie weiter an der 2. Moskauer Universität (2. MGU) in der Medizinischen Fakultät mit Abschluss 1923.
Darauf war Konjus Assistenzärztin der Klinik für Kinderkrankheiten der 2. MGU und führte bei Alexander Kissel wissenschaftliche Untersuchungen im Bereich der Helminthologie bei Kindern durch. Ab 1927 war sie Assistentin des Zentralinstituts für Mutterschafts- und Kindschaftsschutz und von 1937 bis 1939 Assistentin des Instituts für Kinder- und Heranwachsendenschutz.
Ab 1939 leitete Konjus als Professorin den Lehrstuhl für Medizingeschichte des Zentralinstituts für Ärztefortbildung. Sie verteidigte 1943 ihre Dissertation für die Promotion zur Doktorin der medizinischen Wissenschaften. Im Zusammenhang mit der sogenannten Ärzteverschwörung wurde sie 1952 entlassen.
Seit 1924 arbeitete Konjus in der Kinderkrippe des Klubs der Moskau-Kursk-Eisenbahn. Sie organisierte Kinderzimmer für die Mütter, die im Klub an den Alphabetisierungskreisen teilnahmen. Über ihre Erfahrungen berichtete sie 1925 auf dem IX. Allrussischen Kongress der Bakteriologen und Epidemiologen. Darauf wurde beschlossen, solche Zimmer im ganzen Land einzurichten, und Konjus verfasste ein Handbuch dafür. Sie initiierte die Einrichtung von Mutter-und-Kind-Räumen in den Bahnhöfen der UdSSR und schrieb ein Handbuch dazu. Die ersten Räume wurden unter ihrer Leitung in den Moskauer Bahnhöfen eingerichtet. Sie leitete eine Musterberatungsstelle am Zentralinstitut für Mutterschafts- und Kindschaftsschutz und beteiligte sich an der Gründung eines solchen Dienstes in Burjatien, in Kabardino-Balkarien, im Donbass und in Iwanowo. Ihr Buch über den Schutz von Mutterschaft und Kindschaft in der UdSSR wurde ins Englische, Spanische, Portugiesische, Deutsche und Dänische übersetzt. Die Übersetzung ins Französische fertigte sie selbst an (sie sprach fließend jiddisch, französisch, englisch und deutsch).
Konjus war mit dem Ökonomen Alexander Konjus (Sohn des Komponisten Georgi Konjus) verheiratet. Ihre Tochter Jelena (1923–2020) war Kandidatin der philologischen Wissenschaften. Der Schauspieler Alexander Kaljagin war ein Neffe Konjus'.
Konjus starb 1964 in Moskau und wurde auf dem Nowodewitschi-Friedhof begraben.